# Яблонька (приток Алески)
Яблонька — река в России, протекает по Волосовскому району Ленинградской области.
Вытекает из болота Большой Мох восточнее деревни Остроговицы. Течёт на юг, пересекает дорогу Р39. Протекает западнее деревни Сырковицы, через посёлок Курск, где вновь пересекает ту же дорогу. Впадает в Алеску с правого берега в 7 км устья последней.
Длина реки составляет 12 км.

## Данные водного реестра
По данным государственного водного реестра России относится к Балтийскому бассейновому округу, водохозяйственный участок реки — Луга от в/п Толмачево до устья. Относится к речному бассейну реки Нарва (российская часть бассейна).
Код объекта в государственном водном реестре — 01030000612102000026442.